# Едвин Васкез
Едвин Васкез (Лобитос, 28. јул 1922 - 9. март 1993), био је перуански спортиста која се такмичио у стрељаштву. На Олимпијским играма у Лондону 1948. освојио је златну медаљу у дисциплини малокалибарски пиштољ што је била прва медаља за Перу на Олимпијским играма. На Панамеричким играма 1951.такође је дошао до злата.